# Jan Wijnveldt
Jan Wijnveldt ('s-Gravenhage, 31 mei 1884 - aldaar, 14 juni 1949) was een Nederlands jurist en als zodanig onder meer procureur-generaal bij de Hoge Raad der Nederlanden.

## Biografie
Wijnveldt was een zoon van de hoofdonderwijzer Johannes Anthonie Wijnveldt en van Jannetje Kroes. Hij trouwde in 1911 met Anna Maria Elisabeth de Bruijn. Hij studeerde aan de Universiteit Leiden en promoveerde daar op 3 maart 1908 in de rechten op stellingen; hij promoveerde te Utrecht op 22 juni 1917 in de staatswetenschappen op Neutraliteitsrecht te land. Vanaf 1908 was hij advocaat te Amsterdam, vanaf 1909 ambtenaar bij het openbaar ministerie te Rotterdam tot hij daar in 1923 tot rechter werd benoemd. Hij bleef rechter tot zijn benoeming op 31 juli 1930 tot advocaat-generaal bij de Hoge Raad. Per 4 april 1944 werd hij door Arthur Seyss-Inquart benoemd tot procureur-generaal bij de Hoge Raad maar als zodanig op 9 juli 1947 ontslagen, waarna per diezelfde datum benoeming tot advocaat-generaal volgde; dat laatste bleef hij tot zijn overlijden.